# جون تراب (كرة سلة)
جون تراب (بالإنجليزية: John Trapp)‏ مواليد 2 أكتوبر 1945 في ديترويت، هو لاعب كرة سلة أمريكي معتزل. بدأ مسيرته الاحترافية في سنة 1968. تم اختياره من قبل فريق هيوستن روكتس خلال الدرافت. يبلغ طوله 6 قدم 7 بوصة (2.0 م). اعتزل اللعب في 1973. فاز بلقب دوري إن بي إيه.

## المسيرة الاحترافية
لعب مع هيوستن روكتس من سنة 1968 إلى 1971، ثم لعب مع لوس أنجلوس ليكرز من سنة 1971 إلى 1973، ثم لعب مع فيلادلفيا سفنتي سيكسرز في موسم 1972–1973، ثم لعب مع دنفر ناغتس في موسم 1972–73 .

## روابط خارجية
- جون تراب على موقع إن بي أي (الإنجليزية)
- جون تراب على موقع سبورتس رفرنس (الإنجليزية)
- جون تراب على موقع ريلجم (الإنجليزية)
- جون تراب على موقع بروبوليرز (الإنجليزية)